# Polymixinia decoloraria
Polymixinia decoloraria är en fjärilsart som beskrevs av John Henry Leech 1897. Polymixinia decoloraria ingår i släktet Polymixinia och familjen mätare. Inga underarter finns listade i Catalogue of Life.